# Frontenard
Frontenard – miejscowość i gmina we Francji, w regionie Burgundia-Franche-Comté, w departamencie Saona i Loara.
Według danych na rok 1990 gminę zamieszkiwało 220 osób, a gęstość zaludnienia wynosiła 18 osób/km² (wśród 2044 gmin Burgundii Frontenard plasuje się na 692. miejscu pod względem liczby ludności, natomiast pod względem powierzchni na miejscu 785.).